# アンツァーノ・ディ・プーリア
アンツァーノ・ディ・プーリア（イタリア語: Anzano di Puglia）は、イタリア共和国プッリャ州フォッジャ県にある、人口約1,200人の基礎自治体（コムーネ）。

## 地理

### 位置・広がり

#### 隣接コムーネ
隣接するコムーネは以下の通り。括弧内のAVはアヴェッリーノ県（カンパニア州）所属を示す。
- モンテレオーネ・ディ・プーリア
- サン・ソッシオ・バロニーア (AV)
- サンターガタ・ディ・プーリア
- スカンピテッラ (AV)
- ヴァッレザッカルダ (AV)
- ツンゴリ (AV)

## 行政

### 分離集落
アンツァーノ・ディ・プーリアには、以下の分離集落（フラツィオーネ）がある。
- Mastralessio, Carifano, Morra, Nocelle, Lo Russo, Losciarpo